# Gerd Wiesemes
Gerd Wiesemes (* 29. Januar 1943 in Bochum) ist ein ehemaliger deutscher Fußballspieler.

## Karriere
Gerd Wiesemes debütierte für die erste Mannschaft des VfL Bochum im DFB-Pokal 1960/61, als er am 29. Juli 1961 von Trainer Hermann Lindemann im Achtelfinalspiel gegen den FK Pirmasens als rechter Verteidiger neben Dieter Trawny eingesetzt wurde. Nachdem der VfL Bochum in der Runde 1961/62 2. Oberliga West als Drittplatzierter den direkten Wiederaufstieg verpasst hatte, mussten Wiesemens und sein Verein nach der Runde 1962/63 den Abstieg in die drittklassige Verbandsliga Westfalen antreten.
In der ersten Saison in der Verbandsliga Westfalen belegte der VfL Bochum hinter Meister Dortmunder SC 95 den zweiten Platz. In der zweiten Runde errang die Mannschaft um Trainer Hubert Schieth souverän die Meisterschaft vor dem Lüner SV. Das dritte Entscheidungsspiel um die Westfalenmeisterschaft gegen die SpVgg Erkenschwick endete nach Verlängerung 1:1-Remis und der folgende Münzwurf brachte den VfL Bochum in die Regionalliga West.
Wiesemens verlor in der Bundesligasaison 1971/72 seinen Stammplatz an Reinhold Wosab und wechselte nach neun Bundesligaspielen, 27 Spielen in der 2. Oberliga West, 54 Verbandsligaspielen und 185 Regionalligaspielen, in denen er vier Tore erzielte, sowie 14 Aufstiegsrundenspielen zur Saison 1972/73 zu Westfalia Herne. Für Herne kam Wiesemes zu 61 Spielen und 10 Toren in der Fußball-Regionalliga West. Nachdem er in der 2. Bundesliga 1975/76 auf keinen Einsatz mehr kam, ließ Wiesemes seine Karriere bei Concordia Bochum ausklingen.
Sein größter sportlicher Erfolg war neben dem Erreichen des DFB-Pokal-Finales im Jahr 1968 der Aufstieg in die Bundesliga 1971.